# Zengő (szőlőfajta)
A zengő (szinonim neve: Badacsony 8)  1982 óta  egy államilag elismert szőlőfajta.

## Származása
Király Ferenc állította elő az ezerjó és bouvier keresztezésével 1951-ben.)

## Leírása, tulajdonságai
Fekvés és talaj iránt közepesen igényes, fagytűrése közepes. Szárazságtűrő, rothadásra kissé érzékeny, kevés zöldmunkát igényel.
Hajtása merev, vitorlája nyitott, lapított, sárgászöld, gyapjas. Szártagja a háti oldalon barnászöld, a hasi oldalon zöld, csupasz, csíkozott, alig hamvas. Levele  közepesen nagy, kerek – széle-hossza egyforma, domború, tölcséres vagy kiterített, szövete fűzöld színű, nehezen fakadó, fényes, zsíros, karéjainak száma 0-3; vállöble nyitott, U alakú, alapja ék alakú, melyet a lemez határol; oldalöblei nyitottak, U alakúak, alapjuk kerekített; széle fűrészes-csipkés, közepesen mélyen bemetszett; felszíne és fonáka pókhálós; erezete zöld vagy az erek töve vörös; a levélnyél vöröses-zöld, csupasz, csíkos, hosszú.
Fürtje tömött, vállas, középnagy, átlagtömege 14 dkg. Bogyója irgászöld, nem mintázott, hamvas, gömbölyded alakú, közepes nagyságú, átlagtömege 2,3 gramm, húsa puha, leves, íze közömbös; héja középvastag, szívós.
Bora illatos, harmonikus, savas karakterű, de finom savakkal rendelkező, minőségi fehérbor. 